# 차간
차간(察罕, 13세기－1322년)은 원(元)대 서역 판륵흘(板勒紇)사람으로 예국공(芮國公) 바이트라(伯德那)의 아들이다. 그의 아버지가 하동(河東) 지역에서 벼슬을 하였기 때문에 차간도 하중 의씨현(猗氏縣)에서 태어났다.
견문이 넓고 기억력이 좋아 각국의 어문에 통달하였으며, 행군만호부오로천호(行軍萬戶府奥魯千戶)로 처음 임명되고 지원(至元) 연간에 호광행성(湖廣行省) 몽골도만부지사(蒙古都萬府知事)를 지내면서 호광행성의 평장인 서평왕(西平王) 오그룩치(奥魯赤)의 재판을 보좌했다. 1287년에는 진남왕(鎭南王) 토곤(脫歡)을 따라 안남(베트남)의 쩐 왕조(陳朝)를 공격하였다. 1291년, 행추밀원(行樞密院)을 지냈으며, 오그룩치를 따라 호광, 광서 지역을 다스렸다. 원 성종은 1300년 그를 무창로치중(武昌路治中)에 임명하였고, 현지를 다스리는 데 있어서 그 공적을 인정받아 하남행성낭중(河南行省郞中)으로 승진하였다.
1308년 원 무종(元武宗)는 차간을 첨사원판(詹事院版) 태자부정(太子府正) 가소문관대학사(加昭文館大學士)로 임명하고, 낭가대와 함께 동궁우위(東宮右衛)를 관장하였다. 1311년 원 인종(元仁宗)이 즉위한 후에는 중서참지정사를 역임하였다. 이듬해에 평장정사를 맡아 중서성의 일을 의논하였다.
그는 중국의 고전인 『정관정요(貞觀政要)』, 『제범(帝範)』을 몽골어로 번역하였을 뿐만 아니라, 몽골어 문헌인 『토브치얀(脫必赤顏)』을 『성무개천기(聖武開天記)』, 『태종평금시말(太宗平金始末)』이라는 제목을 붙이고 한자로 번역하기도 하였다. 따로 『기년찬요(紀年纂要)』를 짓기도 하였다.
1314년, 연로하여 벼슬에서 물러났다. 만년에 덕안(德安)의 백운산(白雲山)에 있는 그의 별장에서 요양하였으며, 원 인종은 그에게 백운선생이라는 호를 주었다.

## 참고 문헌
- 《원사》(元史) 권제137 열전제24
- 《신원사》(新元史) 권제199 열전제96